# پانسمان

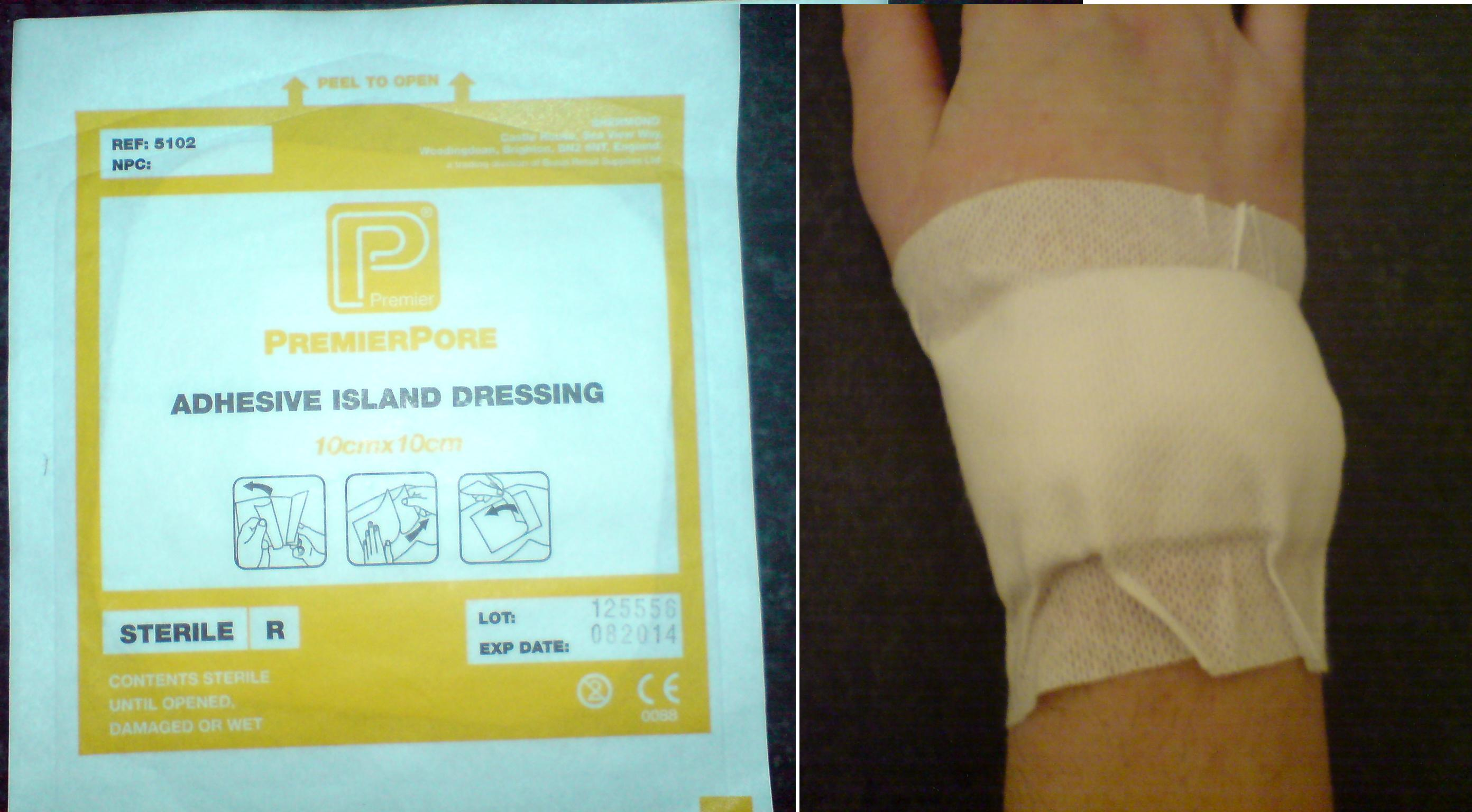

پانسمان (به انگلیسی: dressing) نوعی بالشتک، گاز یا پارچه سترون و فشرده است. پانسمان به بهبودی زخم کمک می‌کند و از آسیب بیشتر جلوگیری می‌کند.

## ریشه‌شناسی
واژه فارسی پانسمان در اصل وام‌واژه‌ای (به فرانسوی: pansement) به معنی شستشو، مرهم‌گذاری و بستن جراحات با باندهای پزشکی است.

## هدف
هدف از پانسمان زخم تسهیل در بهبودی زخم، پیشگیری از عفونت، جلوگیری از خونریزی، کمک به فرایند التیام زخم، عایق دما، حفظ رطوبت زخم و حفاظت زخم از صدمات مکانیکی است.

## اصول کار
نحوه پانسمان بستگی به نوع و محل زخم داشته و به‌طور کلی باید اصول سترون سازی، قطع خون‌ریزی و کاهش درد و جوشگاه زخم رعایت شود. برای اینکار معمولا پزشک یا پرستار از محلولهای شست‌وشو مانند سرم نمکی و مواد ضد عفونی‌کننده مانند بتادین، آب اکسیژنه، گاز پانسمان، چسب زخم، پنبه و باندهای پزشکی استفاده می‌کند.
- پانسمان برخی زخمها مانند سوختگی یا گازگرفتگی (توسط سگ هار)، کمی متفاوت است.

ابتدا زخم شست‌وشو داده شده سپس پانسمان می‌شود. یک پانسمان مطلوب باید متناسب با شکل و اندازه زخم باشد، ترشحات اضافی زخم را جذب کند بدون اینکه به باکتری‌ها اجازه نفوذ و رشد بدهد یا منجر به خشکی بیش از اندازه زخم شود. فشار مناسب برای هموستاز را ایجاد کند. درد را کاهش دهد و تعویض آن همراه درد نباشد، رطوبت و دمای مناسب را در بستر زخم حفظ نماید، دبریدمان اتولیتیک را تسهیل و اپیتلیالیزه شدن را تسریع کند. اجازه تبادل گازهایی مانند اکسیژن، دی‌اکسید کربن و بخار آب را بدهد. در زخم ذرات ریز و باقی‌مانده به جای نگذارد. نیاز به تعویض مکرر نداشته باشد.

## انواع پانسمان
همه پانسمان‌ها سترون بوده ولی بر اساس نوع زخم و عامل ایجادکننده آن (مانند سوختگی) و محل زخم متفاوتند. پانسمان‌های سنتی شامل یک لایهٔ غیر چسبناک در تماس با سطح زخم، یک لایه جاذب و یک لایه نگهدارنده می‌باشند.
پانسمان‌های جدید شامل: آلژینات، هیدروکلوئید، فوم، هیدروژل و فیلم ترانسپارنت می‌باشد؛ که هر یک به علت دارا بودن بعضی از ویژگی‌های یک پانسمان مطلوب مورد توجه می‌باشند.

## مراحل پانسمان

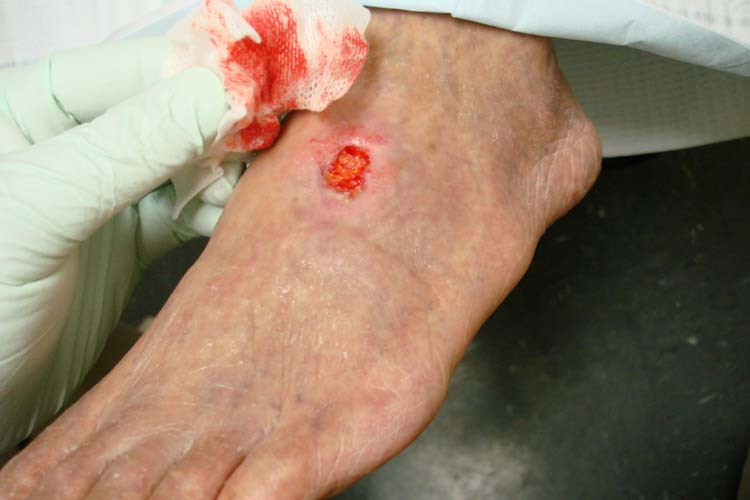
۱
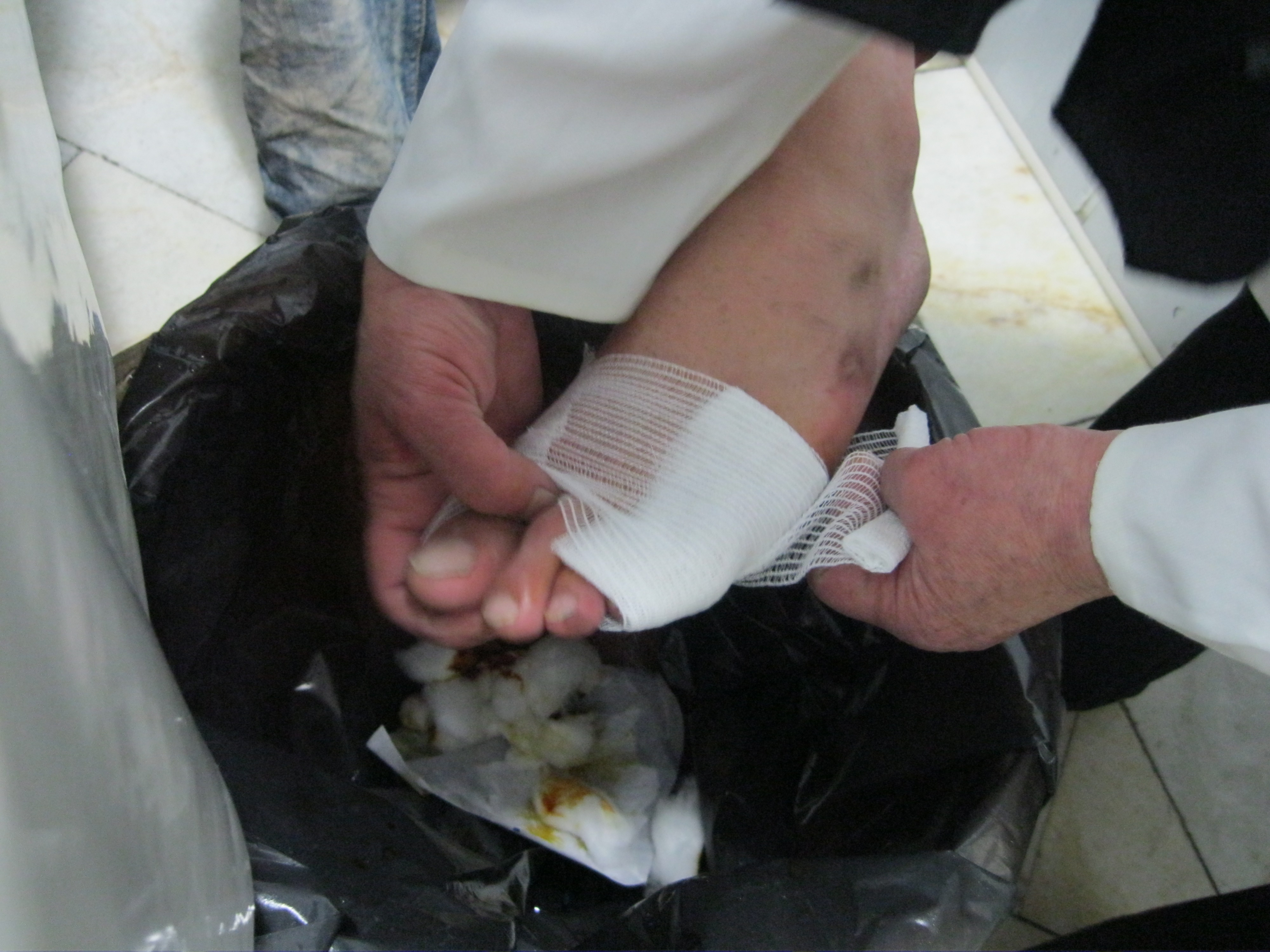
۲
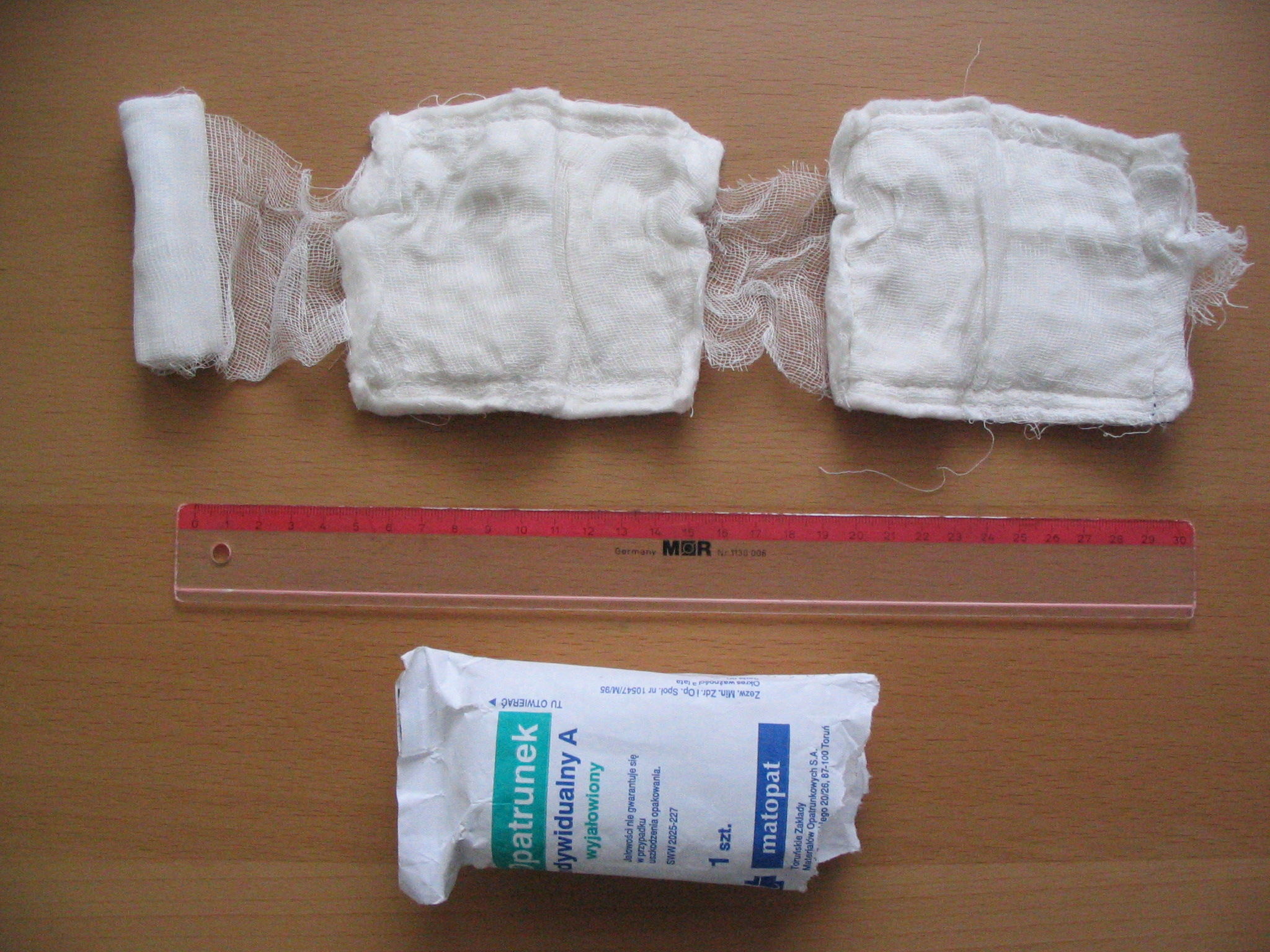
۳